# Formule 3000/2002
Het Formule 3000 seizoen van 2002 was het 18de FIA Formula 3000 International Championship seizoen, en startte op 30 maart 2002. Er werden twaalf races gehouden.

## Kalender
|     | Datum        | Land                | Circuit           | Winnaar            | Pole-Position      | Snelste ronde      |
| --- | ------------ | ------------------- | ----------------- | ------------------ | ------------------ | ------------------ |
| 1.  | 30 maart     | Brazilië            | Interlagos        | Rodrigo Sperafico  | Sébastien Bourdais | Sébastien Bourdais |
| 2.  | 13 april     | San Marino          | Imola             | Sébastien Bourdais | Sébastien Bourdais | Giorgio Pantano    |
| 3.  | 27 april     | Spanje              | Barcelona         | Giorgio Pantano    | Sébastien Bourdais | Sébastien Bourdais |
| 4.  | 11 mei       | Oostenrijk          | Spielberg         | Tomáš Enge         | Tomáš Enge         | Tomáš Enge         |
| 5.  | 25 mei       | Monaco              | Monte Carlo       | Sébastien Bourdais | Sébastien Bourdais | Tomáš Enge         |
| 6.  | 22 juni      | Europa              | Nürburgring       | Sébastien Bourdais | Sébastien Bourdais | Tomáš Enge         |
| 7.  | 6 juli       | Verenigd Koninkrijk | Silverstone       | Tomáš Enge         | Tomáš Enge         | Tomáš Enge         |
| 8.  | 20 juli      | Frankrijk           | Magny-Cours       | Tomáš Enge         | Tomáš Enge         | Tomáš Enge         |
| 9.  | 27 juli      | Duitsland           | Hockenheim        | Giorgio Pantano    | Giorgio Pantano    | Ricardo Sperafico  |
| 10. | 17 augustus  | Hongarije           | Hungaroring       | Enrico Toccacelo   | Tomáš Enge         | Ricardo Sperafico  |
| 11. | 31 augustus  | België              | Spa-Francorchamps | Giorgio Pantano    | Sébastien Bourdais | Sébastien Bourdais |
| 12. | 13 september | Italië              | Monza             | Björn Wirdheim     | Björn Wirdheim     | Giorgio Pantano    |

## Eindstand: FIA Formula 3000 Internationaal Kampioenschap voor rijders
De puntenverdeling per race: 10 punten voor de winnaar, 6 voor de tweede, 4 voor de derde, 3 voor de vierde, 2 voor de vijfde en 1 voor de zesde.
| Plaats | Naam               | Land       | Team                  | Vlag van Brazilië | Vlag van San Marino | Vlag van Spanje | Vlag van Oostenrijk | Vlag van Monaco | Vlag van Europa | Vlag van Frankrijk | Vlag van Verenigd Koninkrijk | Vlag van Duitsland | Vlag van Hongarije | Vlag van België | Vlag van Italië | Totaal |
| ------ | ------------------ | ---------- | --------------------- | ----------------- | ------------------- | --------------- | ------------------- | --------------- | --------------- | ------------------ | ---------------------------- | ------------------ | ------------------ | --------------- | --------------- | ------ |
| 1      | Sébastien Bourdais | Frankrijk  | Super Nova Racing     | -                 | 10                  | 4               | -                   | 10              | 10              | 6                  | 6                            | -                  | 4                  | 6               | -               | 56     |
| 2      | Giorgio Pantano    | Italië     | Coloni F3000          | -                 | 4                   | 10              | 3                   | -               | -               | 3                  | 4                            | 10                 | 6                  | 10              | 4               | 54     |
| 3      | Tomáš Enge         | Tsjechië   | Arden Team Russia     | -                 | 1                   | 6               | 10                  | 4               | -               | 10                 | 10                           | -                  | -                  | 3               | 6               | 50     |
| 4      | Björn Wirdheim     | Zweden     | Arden Team Russia     | 2                 | -                   | -               | 6                   | -               | 1               | 1                  | -                            | 6                  | 3                  | -               | 10              | 29     |
| 5      | Ricardo Sperafico  | Brazilië   | Petrobras Junior Team | -                 | -                   | -               | -                   | 2               | 6               | 4                  | -                            | 1                  | 2                  | 4               | 3               | 22     |
| 6      | Rodrigo Sperafico  | Brazilië   | Durango Formula       | 10                | 6                   | -               | -                   | -               | -               | -                  | -                            | 4                  | -                  | -               | -               | 20     |
| 7      | Antonio Pizzonia   | Brazilië   | Petrobras Junior Team | 3                 | 3                   | -               | -                   | 3               | 4               | 2                  | 3                            | -                  | -                  | -               | -               | 18     |
|        | Mario Haberfeld    | Brazilië   | Team Astromega        | 6                 | -                   | 2               | 4                   | 1               | -               | -                  | 2                            | 3                  | -                  | -               | -               | 18     |
| 9      | Enrico Toccacelo   | Italië     | Coloni F3000          | 1                 | -                   | 1               | 1                   | -               | -               | -                  | 1                            | -                  | 10                 | -               | -               | 14     |
|        | Patrick Friesacher | Oostenrijk | Red Bull Junior Team  | -                 | 2                   | -               | 2                   | 6               | 3               | -                  | -                            | -                  | 1                  | -               | -               | 14     |
| 11     | Ricardo Mauricio   | Brazilië   | Red Bull Junior Team  | 4                 | -                   | 3               | -                   | -               | -               | -                  | -                            | -                  | -                  | 2               | -               | 9      |
| 12     | Nicolas Kiesa      | Denemarken | PSM Racing Line       | -                 | -                   | -               | -                   | -               | -               | -                  | -                            | -                  | -                  | 1               | 2               | 3      |
| 13     | Rob Nguyen         | Australië  | Team Astromega        | -                 | -                   | -               | -                   | -               | 2               | -                  | -                            | -                  | -                  | -               | -               | 2      |
|        | Tiago Monteiro     | Portugal   | SuperNova Racing      | -                 | -                   | -               | -                   | -               | -               | -                  | -                            | 2                  | -                  | -               | -               | 2      |
| 15     | Zsolt Baumgartner  | Hongarije  | Nordic Racing         | -                 | -                   | -               | -                   | -               | -               | -                  | -                            | -                  | -                  | -               | 1               | 1      |

1985 ·
1986 ·
1987 ·
1988 ·
1989 ·
1990 ·
1991 ·
1992 ·
1993 ·
1994 ·
1995 ·
1996 ·
1997 ·
1998 ·
1999 ·
2000 ·
2001 ·
2002 ·
2003 ·
2004